# Рейчел Гарріс
Рейчел Гарріс (англ. Rachael Harris; нар. 12 січня 1968) — американська акторка та комік.

## Біографія
Народилася 12 січня 1968 року в Вашингтон, Огайо, США.
Навчалася у Старшій школі Вашингтона (Worthington High School). 1989 року закінчила Коледж Оттербін (Otterbein College), здобувши ступінь бакалавра витончених наук (M.F.A.) з театрального мистецтва.
З 2003 по 2008 роки була одружена з актором Адамом Полом. 2010 року одружилась з Крістіаном Гебелем. 19 липня 2016 року у них народився син Генрі, а 25 серпня 2018 року — син Отто. У 2019 році Харріс подала на розлучення з Гебелем.

## Кар'єра

### Сцена
Виступала у складі комедійної трупи «The Groundlings», а також протягом деякого часу навіть навчала нових учасників. У «позабродвейському театрі» брала участь у постановці п'єси «Кохання, втрата та те, в чому я ходила» (Love, Loss, and What I Wore).

### Кіно
Виконувала ролі у таких фільмах як: «Переможці шоу», «Могутній вітер», «На ваш суд», «Бий і кричи», «Черговий тато». 2009 року у комедії «Похмілля у Вегасі» зіграла роль Мелісси, дівчини Стю (Ед Гелмс). Виконує роль мами головного героя у фільмі «Щоденник слабака» та двох його сиквелах.

### Телебачення
Дебютувала на телебаченні 1993 року, знявшись в одному з епізодів серіалу «Морські пригоди». Після своєї появи у серіалі «Зоряний шлях: Вояжер», Гарріс отримала епізодичну роль у ситкомі «Сестра, Сестра». У 2002—2003 роках виконувала роль кореспондентки у сатиричній телевізійній програмі «Щоденне шоу». Як запрошена акторка також з'явилася у таких серіалах як: «Програма Сари Сільверман», «Рено 911!», «Західне крило», «Хороші хлопці», «Друзі», «Угамуй свій запал», «Монк», «CSI: Місце злочину» та «Відчайдушні домогосподарки». 2005 року виконала роль Кевін Шекет, візажистки Кірсті Еллі, у серіалі «Товста акторка». Вона також з'явилася у серіалі «Форс-мажори», де виконала роль Шейли, періодичного любовного зацікавлення Луїса Літта. У ситкомі «Нотатки про вагітність» виконала роль Купер.
2004 року була ведучою на Smoking Gun TV, а також з'явилася у таких телевізійних проєктах як: «Я люблю 80-ті», «Я люблю 90-ті» та «Найкращий тиждень в житті». У серіалі «Місто хижачок» виконала роль Шанни, жінки, яка мстить Джульс. В епізоді «Спійманий на гарячому» серіалу «Сучасна сімейка» грає роль Амелії, рестораторки та матері друга дитинства Лілі Притчет.
У березні 2014 року разом із Крісом Мелоні почала зніматися у серіалі «Виживання Джека». Виконує роль Лінди, лікарки-психіаторки Люцифера Морнінгстара, в серіалі «Люцифер», який вийшов у січні 2016 року.

## Фільмографія

### Фільми
| Рік  | Назва                                 | Оригінальна назва                         | Роль                       | Примітки                                                         |
| ---- | ------------------------------------- | ----------------------------------------- | -------------------------- | ---------------------------------------------------------------- |
| 1992 | Ліс веселощів і чудес деревних тролів | Treehouse Trolls Forest of Fun and Wonder | Мама                       | Відео                                                            |
| 1996 | Зникнення Кевіна Джонсона             | The Disappearance of Kevin Johnson        | Офіціантка                 |                                                                  |
| 2000 | Переможці шоу                         | Best in Show                              | Гість на вечірці Вінкі     |                                                                  |
| 2002 | Шоу починається                       | Showtime                                  | Вчитель                    |                                                                  |
| 2003 | Могутній вітер                        | A Mighty Wind                             | Помічниця Стейнблума       |                                                                  |
| 2003 | Черговий тато                         | Daddy Day Care                            | Співробітник Ілейн         |                                                                  |
| 2003 | Будинок із приколами                  | The Haunted Mansion                       | Місіс Колеман              |                                                                  |
| 2004 | Старскі та Гатч                       | Starsky & Hutch                           | Подруга місіс Фелдман      |                                                                  |
| 2004 | Після заходу сонця                    | After the Sunset                          | Джюн                       |                                                                  |
| 2005 | Бий і кричи                           | Kicking & Screaming                       | Енн Гоган                  |                                                                  |
| 2006 | На Ваш суд                            | For Your Consideration                    | Мері Пет Гуліган           |                                                                  |
| 2007 | Питання життя та побачення            | Matters of Life and Dating                | Карла                      |                                                                  |
| 2007 | Ліцензія на весілля                   | License to Wed                            | Жанін                      |                                                                  |
| 2007 | Еван Всемогутній                      | Evan Almighty                             | Репортерка Арк             |                                                                  |
| 2009 | Похмілля у Вегасі                     | The Hangover                              | Мелісса                    |                                                                  |
| 2009 | Соліст                                | The Soloist                               | Леслі Блум                 |                                                                  |
| 2010 | Щоденник слабака                      | Diary of a Wimpy Kid                      | Сьюзен Геффлі              |                                                                  |
| 2011 | Щоденник слабака 2: Правила Родріка   | Diary of a Wimpy Kid: Rodrick Rules       | Сьюзен Геффлі              |                                                                  |
| 2011 | Природний відбір                      | Natural Selection                         | Лінда                      | Номінантка кінопремії «Незалежний дух» за «Найкращу жіночу роль» |
| 2012 | Щоденник слабака 3: Собачі дні        | Diary of a Wimpy Kid: Dog Days            | Сьюзен Геффлі              |                                                                  |
| 2012 | Ральф-руйнівник                       | Wreck-It Ralph                            | Діанна                     | Голос                                                            |
| 2013 | Погані слова                          | Bad Words                                 | Мама Ерика Тая             |                                                                  |
| 2014 | Хворий від кохання                    | Lovesick                                  | Роберта                    |                                                                  |
| 2014 | Ніч у музеї: Секрет гробниці          | Night at the Museum: Secret of the Tomb   | Маделін Фелпс              |                                                                  |
| 2015 | Особливо небезпечна                   | Barely Lethal                             | Місіс Ларсон               |                                                                  |
| 2015 | Монстри атакують                      | Freaks of Nature                          | місіс Мослі                |                                                                  |
| 2016 | Брат-Природа                          | Brother Nature                            | Тітка Пем                  |                                                                  |
| 2023 |                                       | Help Me Understand                        | Ді                         | короткометражний                                                 |
| 2023 | Літні татусі                          | Old Dads                                  | Доктор Лоїс Шмікель-Тернер |                                                                  |
| 2024 | Без глазурі                           | Unfrosted                                 | Анна Кабана                |                                                                  |

### Телебачення
| Рік       | Назва                        | Оригінальна назва                   | Роль                                | Примітки                                                    |
| --------- | ---------------------------- | ----------------------------------- | ----------------------------------- | ----------------------------------------------------------- |
| 1993      | Морські пригоди              | SeaQuest DSV                        | Роуз                                | 1 епізод                                                    |
| 1997      | Зоряний шлях: Вояжер         | Star Trek: Voyager                  | Мартіс                              | Епізод: Before and After                                    |
| 1998      | Сестр, сестра                | Sister, Sister                      | Сімон                               | 5 епізодів                                                  |
| 1999      | Експерименти Лейн            | Serial Experiments Lain             | Жінка-лицар                         |                                                             |
| 2000      | Шоу Аманди                   | The Amanda Show                     | Н/Д                                 | 1 епізод                                                    |
| 2000      | Два хлопця і дівчина         | Two Guys and a Girl                 | Вагітна дівиця                      | 1 епізод                                                    |
| 2001      | Гросс Пойнт                  | Grosse Pointe                       | Репортер                            | 1 епізод                                                    |
| 2001      | Три сестри                   | Three Sisters                       | Сел                                 | 1 епізод                                                    |
| 2002      | Справедлива Емі              | Judging Amy                         | Випускниця-волонтер #2              | 1 епізод                                                    |
| 2002      | Друзі                        | Friends                             | Джулі                               | Епізод #8.23: "The One Where Rachel Has a Baby (Частина 1)" |
| 2003      | Фрейзер                      | Frasier                             | Ерін                                |                                                             |
| 2003–2009 | Рено 911!                    | Reno 911!                           | Деббі Денгл-Фрост, мадам Клер       | 6 епізодів                                                  |
| 2004      | Стримай свій ентузіазм       | Curb Your Enthusiasm                | Джоанна                             | 2 епізоди                                                   |
| 2004      | Як сказав Джим               | According to Jim                    | Мінді                               | 1 епізод                                                    |
| 2004      | Західне крило                | The West Wing                       | Коррін МакКенна                     | Епізод: "The Hubbert Peak"                                  |
| 2005      | Товста акторка               | Fat Actress                         | Кевін Шекет                         | 7 епізодів                                                  |
| 2005      | Монк                         | Monk                                | Еліс Вестергрен                     | 1 епізод                                                    |
| 2005      | Віддані                      | Committed                           | Рубі                                | 1 епізод                                                    |
| 2005      | 8 простих правил             | 8 Simple Rules                      | Маргарет Бранденбаверберн           | 1 епізод                                                    |
| 2006      | Рено 911!                    | Reno 911!                           | Деббі Дегл                          | 3 епізоди                                                   |
| 2007      | Нові пригоди старої Крістін  | The New Adventures Of Old Christine | Клер                                | 1 епізод                                                    |
| 2007      | Нотатки про вагітність       | Notes from the Underbelly           | Купер                               | Головний акторський склад                                   |
| 2007      | Питання життя та побачення   | Matters of Life and Dating          | Карла                               | телефільм                                                   |
| 2007–2008 | Шоу Сари Сильверман          | The Sarah Silverman Program         | Вчителька в школі                   | 2 епізоди                                                   |
| 2008      | Відчайдушні домогосподарки   | Desperate Housewives                | Сандра Бірч                         | Епізод: "City on Fire"                                      |
| 2008      | CSI: Місце злочину           | CSI: Crime Scene Investigation      | Меган                               | 1 епізод                                                    |
| 2008      | Живий за викликом            | Pushing Daisies                     | Георген Гіпс Heaps                  | 1 епізод                                                    |
| 2008      | Передмістя у вогні           | Suburban Shootout                   | Наталі Давенпорт                    | Н/Д                                                         |
| 2008      | Житловий Голівуд             | Hollywood Residential               | Рейчел                              | Голос, три епізоди                                          |
| 2008      | Фріскі Дінго                 | Frisky Dingo                        | А.Л.Е.К.С.                          | 2 епізоди                                                   |
| 2008      | П'ять причин сказати «Ні»    | Emily's Reasons Why Not             | Ліла Кокс-Вейнер                    | 1 епізод                                                    |
| 2008–2009 | Найгірший тиждень мого життя | Worst Week                          | Джулі                               | 2 епізоди                                                   |
| 2008–2010 | Життя і пригоди Тіма         | The Life & Times of Tim             | Дівчина, яка зустрічається з Адамом | Голос, 3 епізоди                                            |
| 2009      | Місто хижачок                | Cougar Town                         | Шанна                               | 1 епізод                                                    |
| 2009      | Тру Джексон                  | True Jackson, VP                    | Кітті Монтре                        | 1 епізод                                                    |
| 2009      | Материнство                  | In the Motherhood                   | Блер                                | 5 епізодів                                                  |
| 2010      | Моя команда                  | My Boys                             | Марсія                              | 3 епізоди                                                   |
| 2010      | Гленн Мартін                 | Glenn Martin DDS                    | Мелісса                             | Голос, один епізод                                          |
| 2010      | Дитяча лікарня               | Childrens Hospital                  | Місіс Троман                        | 1 епізод                                                    |
| 2010      | Хороші хлопці                | The Good Guys                       | Синтія Сейвадж                      | 1 епізод                                                    |
| 2010      | Майстри вечірок              | Party Down                          | Маргарита Тайлер                    | 1 епізод                                                    |
| 2010      | Холостяк Гарі                | Gary Unmarried                      | Рейчел                              | 1 епізод                                                    |
| 2011      | Сучасна сімейка              | Modern Family                       | Амелія                              | Епізод: Caught in the Act                                   |
| 2011      | Арчер                        | Archer                              | Рона Торн                           | 1 епізод                                                    |
| 2011      | Перли мого батька            | $h*! My Dad Says                    | Соледад Чо                          | 1 епізод                                                    |
| 2012      | Новенька                     | New Girl                            | Тан Ламонтань                       | 4 епізоди                                                   |
| 2012      | Щасливий кінець              | Happy Endings                       | Сюзанна                             | Епізод "Sabado Free-Gante"                                  |
| 2013      | Телеведучі                   | Newsreaders                         | Венді Гайфлек                       | 1 епізод                                                    |
| 2013      | Офіс                         | The Office                          | Рейчел                              | 1 епізод                                                    |
| 2012–2016 | Форс-мажори                  | Suits                               | ейла Сацс                           | 7 епізодів                                                  |
| 2014      | Виживання Джека              | Surviving Jack                      | Джоанна Данлеві                     |                                                             |
| 2014      | Марон                        | Maron                               | Сама себе                           | 1 епізод                                                    |
| 2014      | Погана суддя                 | Bad Judge                           | Дана МакКой                         | 1 епізод                                                    |
| 2015      | Гарна дружина                | The Good Wife                       | Френні Циссіс                       | 1 епізод                                                    |
| 2015      | Королівські гонки РуПола     | RuPaul's Drag Race                  | Сама себе/Суддя                     | 1 епізод                                                    |
| 2016–2021 | Люцифер                      | Lucifer                             | Доктор Лінда Мартін                 | Головний акторський склад                                   |
| 2018      | Пекельна кухня               | Hell's Kitchen                      | Рейчел Гарріс                       | спеціальна гостя, 1 епізод                                  |
| 2020      | Нехай це працює!             | Make It Work!                       | Рейчел Гарріс                       | спеціальний випуск                                          |
| 2022      | Привиди                      | Ghosts                              | Шеріл                               | 1 епізод                                                    |
| 2023      | Острів фантазій              | FANTASY ISL∀ND                      | Тара Бендетті                       | 1 епізод                                                    |
| 2023      | Дрижаки                      | Goosebumps                          | Нора Паркер                         | 10 епізодів                                                 |